# Kaiser-Wilhelm-Koog
Kaiser-Wilhelm-Koog település Németországban, Schleswig-Holstein tartományban. Lakosainak száma 370 fő (2023. december 31.).

## Népesség
A település népességének változása:
| Lakosok száma | 422  | 359  | 354  | 361  | 390  | 370  |
|               | 1975 | 2017 | 2019 | 2021 | 2022 | 2023 |